# Пряшівський псевдособор
Пряшівський псевдособор (словац. Prešovský sobor) — псевдособор духовенства та мирян Словацької греко-католицької церкви, скликаний у Пряшові 28 квітня 1950 року з ініціативи влади комуністичної Чехословаччини з метою ліквідації Словацької греко-католицької церкви, переходу греко-католиків Словаччини до православної церкви. На Соборі група священників і мирян Словацької греко-католицької церкви, всупереч думці більшості вірян, ухвалила рішення про ліквідацію унії з Ватиканом і про повернення до православної церкви. В 1968 в результаті лібералізації політичної системи в Чехословаччині під час Празької весни греко-католицька церква Словаччини була легалізована, а після Оксамитової революції 1989 продовжила відновлення своєї структури.

## Передісторія

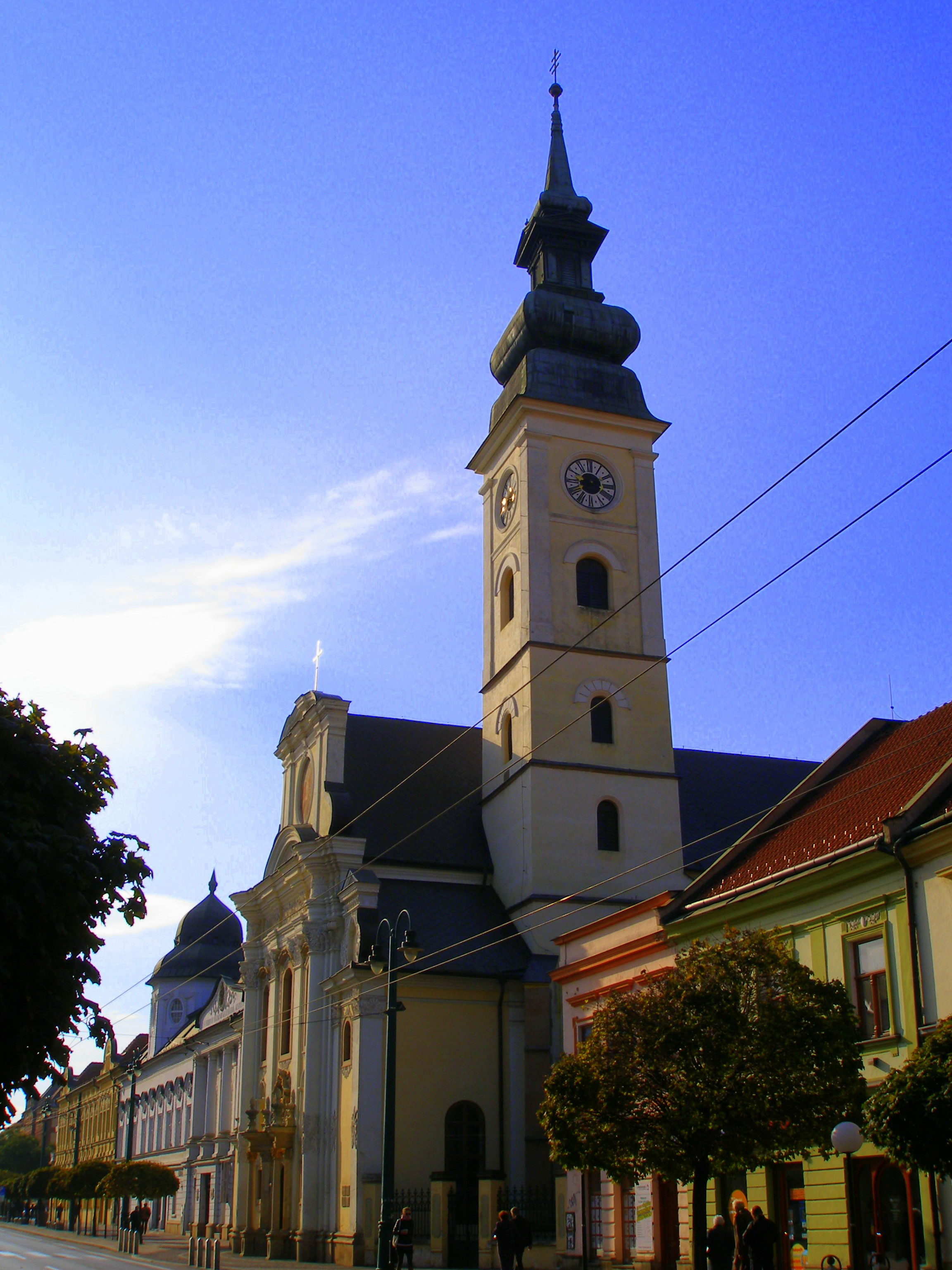
Кафедральний греко-католицький собор Івана Хрестителя у Пряшеві

Після закінчення Другої світової війни за угодою між Сербською та Російською православними церквами православні парафії Чехословаччини були виведені зі складу Сербської церкви. 1946 року до Праги прибув митрополит Російської православної церкви Єлевферій (Воронцов), який став екзархом РПЦ з титулом «архієпископ Празький та Чеський». Таким чином православну церкву в Чехословаччині було передано з юрисдикції Сербської православної церкви до Московського патріархату. 1948 року до влади в Чехословаччині прийшла комуністична партія. Чехословацькі комуністи взяли курс на ослаблення позицій Католицької церкви в країні. Влітку 1948 року ЦК КПЧ було прийнято документ, у якому ставилася мета «ліквідувати самостійну греко-католицьку церкву та приєднати її до православної». З метою тиску на греко-католицьку церкву комуністична влада звинувачувала уніатів у контактах з українськими націоналістами з УПА. У рамках проведення цієї політики було вирішено розпочати роботу з ліквідації церковних структур греко-католиків у Словаччині та ініціювати їх перехід до православної церкви.
У 1949 році у Східній Словаччині у місцях компактного проживання греко-католиків, світською владою почали активно створюватися «від'єднувальні комітети». У лютому 1950 року до Східної Словаччини прибула делегація РПЦ. Однією з цілей делегації на чолі з митрополитом Миколою (Ярушевичем) та архієпископом Макарієм (Оксіюком) була нарада з ієрархами чехословацького екзархату та працівниками посольства СРСР з питання ліквідації греко-католицької церкви. Після цього візиту «від'єднувальний рух» у Східній Словаччині посилився. При цьому ієрархи РПЦ митрополити Єлевферій (Воронцов), Микола (Ярушевич) та архієпископ Макарій (Оксіюк), схвалюючи возз'єднання уніатів з православ'ям, наполягали на необхідності проведення підготовчих заходів серед греко-католиків: проведення роз'яснювальної роботи в уніатському середовищі (в яке входили українці, словаки, угорці), створення ініціативної групи. Однак державний комітет церковних справ Чехословаччини наполягав на скорішій ліквідації греко-католицьких церковних структур, форсуючи підготовчі заходи.

## Ліквідація греко-католицької церкви
У квітні 1950 року у Пряшеві було заплановано з'їзд возз'єднувальних комітетів. Спочатку планувалося, що цей з'їзд ухвалить рішення щодо створення Центрального возз'єднувального комітету, який згодом має видати звернення до греко-католиків Словаччини. Проте 27—28 квітня 1950 року на нараді членів державного церковного комітету та місцевих чиновників було ухвалено рішення про проведення «собора» Словацької греко-католицької церкви, який має ухвалити рішення про ліквідацію унійної церкви. 28 квітня з Праги до Пряшева прибув православний екзарх Московського патріархату митрополит Єлевферій. 28 квітня 1950 року в готелі «Чорний орел» у Пряшеві відбувся псевдособор, який ухвалив рішення про ліквідацію Ужгородської унії 1646 року та про «возз'єднання з Православною церквою».
Джерела називають досить суперечливі цифри про кількісний склад учасників та представництво греко-католиків на соборі. Дослідник Рональд Роберсон і Російська електронна католицька енциклопедія згадують про п'ятьох присутніх греко-католицьких священників і про кількох мирян. Чеський дослідник Вацлав Вашко згадує про 720 делегатів, з яких лише 40 були священниками (12 з яких підтримали «возз'єднання» з православною церквою). Вашко пише про погрози учасникам собору, а також про те, що частина делегатів собору з мирян взагалі не була парафіянами греко-католицької церкви. Інші джерела наводять дані про понад 800 делегатів, з яких 72 (за іншими даними 100) були священнослужителями. Точне число делегатів і священників встановити неможливо через різних оцінок і через те, що на початку засідання частина священників залишила собор.
Дослідник Вацлав Вашко зазначає, що собор прийняв підсумковий маніфест про розрив спілкування з Ватиканом, скасування положень Ужгородської унії та про перехід духовенства, мирян та майна Словацької греко-католицької церкви до юрисдикції Московського патріархату. Цього ж дня кафедральний собор греко-католицької церкви було передано православній церкві. Єлевферій (Воронцов) відправив телеграму патріарху Московському та всієї Русі Алексію I про результати собору в Пряшеві. У телеграмі у відповідь патріарх вітав возз'єднання уніатів з православною церквою. 26 травня 1950 року чехословацький комітет з церковних справ визнав законними рішення собору в Пряшеві, а також перехід уніатів та їхнього майна до православної церкви.

## Наслідки
Католики не визнали підсумків зборів у Пряшеві та назвали його псевдособором. У роботі собору, ініційованого владою, не брали участь два єпископи Словацької греко-католицької церкви (яких утримувала Служба Державної безпеки), не було виступів, серед делегатів не було вільне обговорення поставлених питань, що порушувало канонічне право Католицької церкви. Після ліквідації Словацької греко-католицької церкви було створено дві нові православні єпархії: Пряшівська на чолі з єпископом Олексієм (Дєхтярьовим) і Міхалівська на чолі з єпископом Олександром (Михаличем). Прискорене та насильницьке «возз'єднання» греко-католиків із православною церквою зустріло опір в унійному середовищі. Так, наприклад, у вересні 1950 року з 262 (за іншими даними з 259) словацьких унійних священників у православ'я перейшло всього близько 100. Противники насильницького возз'єднання зазнавали переслідування світської влади: арештів і переселень. Вищі ієрархи греко-католицької церкви, які відмовилися визнати рішення собору в Пряшеві (єпископи Павло Петер Ґойдич та Василь Гопко) були заарештовані. Екзарх Чеської православної церкви Єлевферій (Воронцов), попри ухвалення підсумків собору в Прешові, вважав возз'єднання греко-католиків поспішним. У липні 1950 року у листі митрополиту Миколі (Ярошевичу) ієрарх писав: «Справу возз'єднання уніатів не вважаю зараз міцною. Занадто швидкими темпами вона була проведена, і до того ж цивільною владою, і за допомогою поліції; застосовувалися репресії, погрози тощо».
Радянські дипломати також були стурбовані репресивними заходами чехословацького уряду та загальним провалом возз'єднання, а також фактами переходу уніатів у римо-католицизм. Митрополит Єлевферій робив спроби зміцнити возз'єднання місіонерською діяльністю серед навернених: організовувалися зустрічі з мирянами, приїзди до Словаччини колишніх уніатів із Закарпатської України, які перейшли до православ'я. У 1968 році в ході Празької весни греко-католицька церква Словаччини була знову легалізована. Колишнім уніатам дозволено було вільно визначити свою церковну приналежність. З 292 парафій — 205 (за іншими даними 209 з 252 парафій) проголосували за повернення в юрисдикцію Католицької церкви. Рішення про відновлення церковної структури греко-католиків залишилося чинним навіть після введення радянських військ до Чехословаччини. У процесі відновлення унійної церкви греко-католикам було передано лише невелику частину нерухомого майна. У 1989 році в Словаччині було прийнято закон «Про врегулювання майнових взаємин між Греко-Католицькою та Православною Церквами», відповідно до якого греко-католикам поверталися всі об'єкти нерухомого майна, що належали Словацькій греко-католицькій церкві до 28 квітня 1950 року.